# Ischnura barberi
Ischnura barberi – gatunek ważki z rodziny łątkowatych (Coenagrionidae). Występuje na terenie Ameryki Północnej – od zachodnich i środkowych USA na południe po Teksas i północno-zachodni Meksyk.